# 1991 en Bretagne
 Chronologie de la Bretagne
- 1987
- 1988
- 1989
- 1990
- 1991
- 1992
- 1993
- 1994
- 1995

Cette page recense des événements qui se sont produits durant l'année 1991 en Bretagne.